# Proletariusz (organizacja)
Grupa „Proletariusz” – konspiracyjna grupa komunistyczna w okresie okupacji niemieckiej w Polsce. Utworzona latem 1941 r. działała w okolicach Warszawy (m.in. Milanówek). Jej kierownictwo stanowili: Alfred Fiderkiewicz, Juliusz Rydygier, Teodor Duracz i Władysław Kowalski, do działaczy zaliczał się też m.in. Kazimierz Mijal. Od października 1941 wydawała pismo „Proletariusz”. Krytykowała inne ośrodki konspiracji komunistycznej: Rewolucyjne Rady Robotniczo-Chłopskie uważała za lewackie, a Związek Walki Wyzwoleńczej za „wąsko wojskowy i socjaldemokratyczny”. Na początku 1942 r. weszła w skład Polskiej Partii Robotniczej.

## Literatura
Marian Malinowski, Geneza PPR. KiW, Warszawa 1975, s. 312-314